# Jüdischer Friedhof Langenfelde

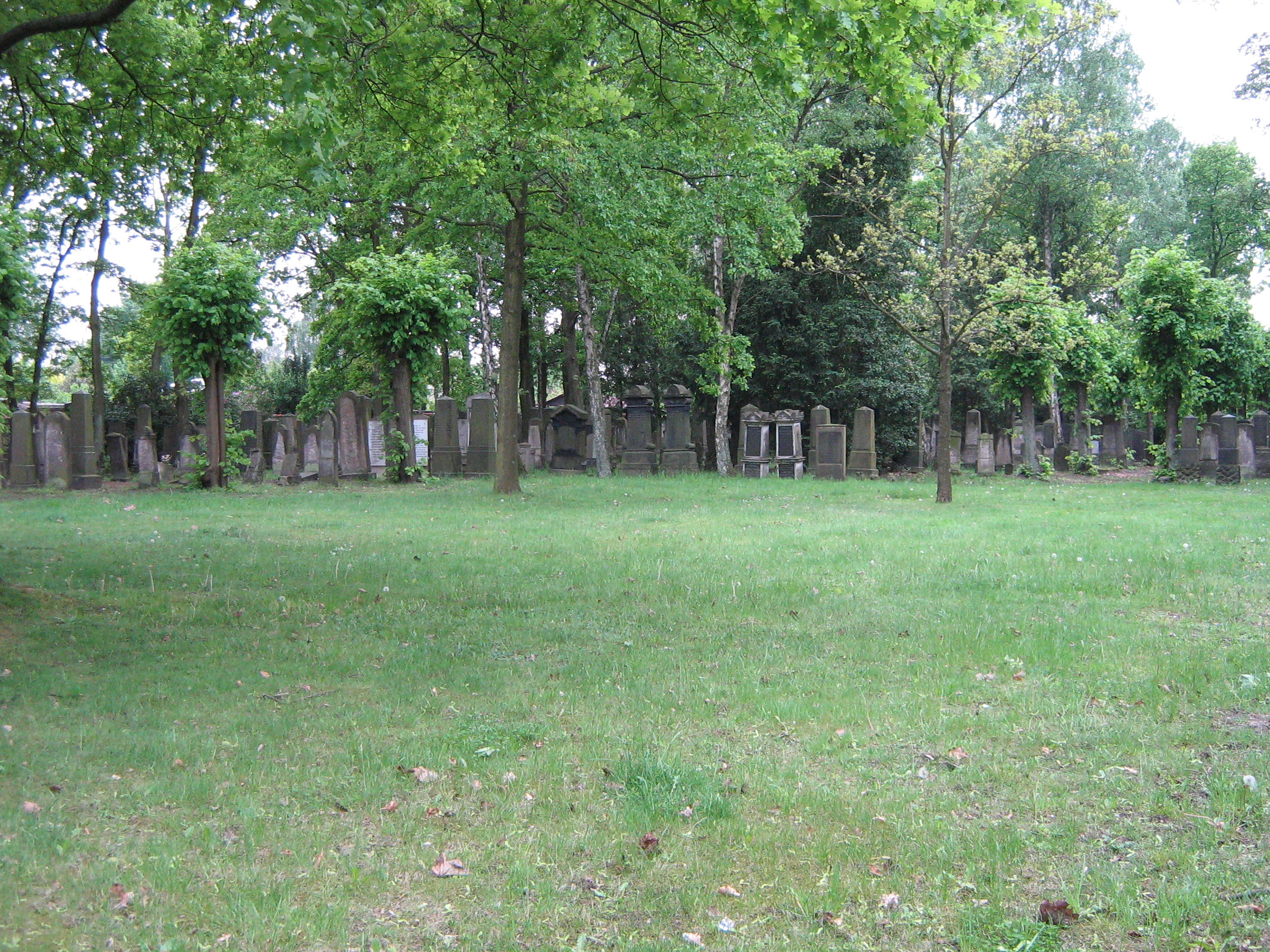
Der Friedhof Langenfelde

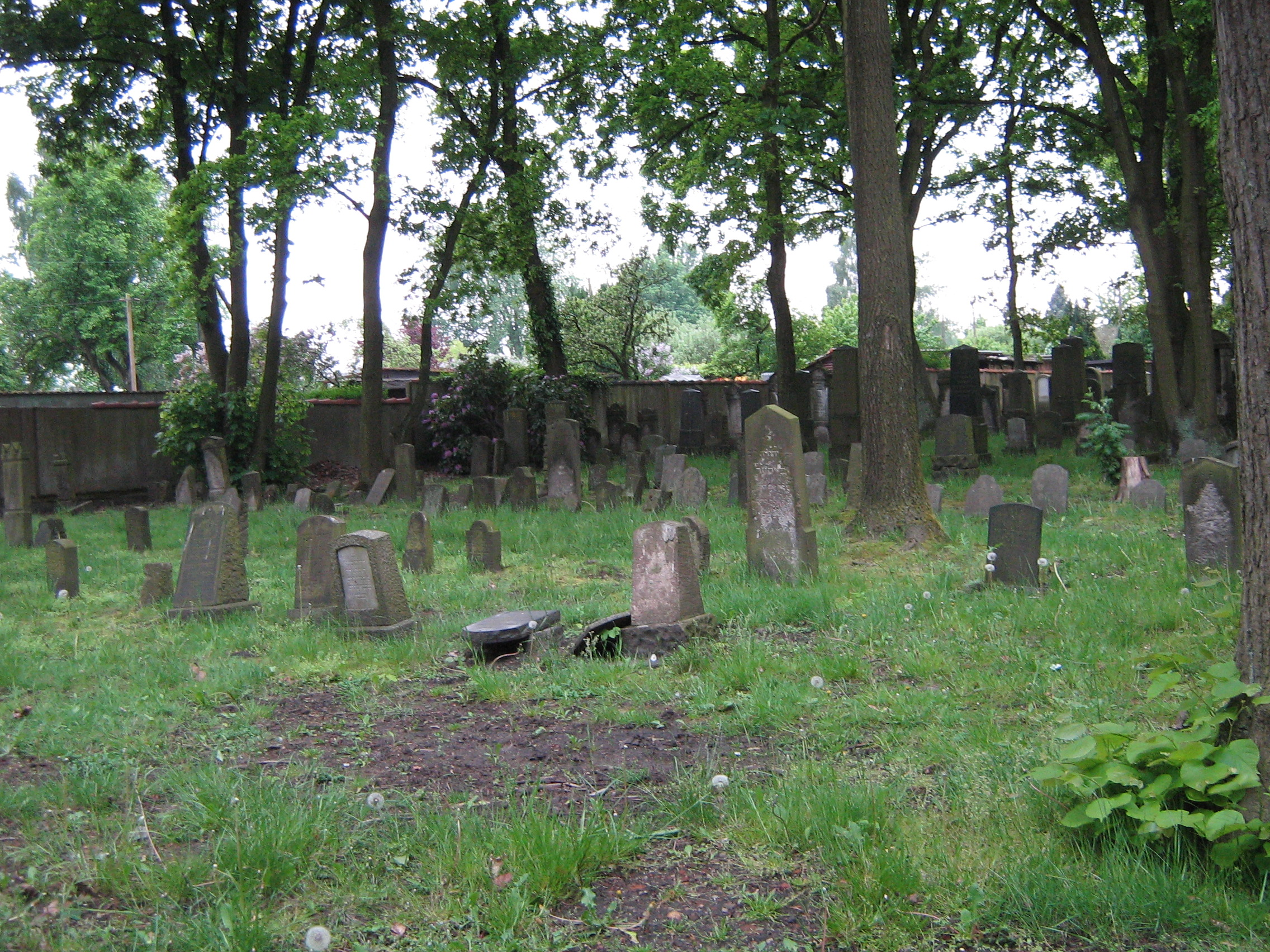
Der Friedhof Langenfelde

Der Jüdische Friedhof Langenfelde ist ein jüdischer Begräbnisplatz in Langenfelde im Hamburger Stadtteil Stellingen.

## Beschreibung
In der Mitte der 1870er Jahre beschloss der Hamburger Senat die Anlage eines neuen konfessionslosen Zentralfriedhofs außerhalb der inneren Stadt in Hamburg-Ohlsdorf. Die Deutsch-Israelitische (DIG) und die Portugiesisch-Jüdische Gemeinde (PJG) erhielten einen separaten, jedoch nicht eigentümlichen Begräbnisplatz auf dem Friedhof Ohlsdorf an der Ilandkoppel, da auf dem jüdischen Friedhof im Grindelviertel nicht mehr ausreichend Platz zur Verfügung stand. Dies jedoch lehnten die orthodoxen Mitglieder der jüdischen Gemeinde wegen halachischer Verletzungen entschieden ab. Sie bestanden darauf, ein Friedhofsgrundstück ‚auf Ewigkeit’ zu erwerben. Nachdem der Senat der jüdischen Gemeinde einen solchen Verkauf verweigerte, suchte eine kleine Gruppe strenggläubiger Juden außerhalb des Hamburger Gebiets nach einem geeigneten Friedhofsgrundstück.
Der Widerstand gegen das Vorhaben dieser orthodoxen Minderheit war jedoch so groß, dass verschiedene Kaufversuche scheiterten. Nach 10-jähriger Auseinandersetzung verhalf schließlich eine Intervention aus der Reichskanzlei Otto von Bismarcks dem Vorhaben zum Erfolg. 1887 konnte die Gruppe um Rabbiner Anschel Stern (1820–1888) und vertreten durch das orthodoxe Hamburger Lehrinstitut „Vereinigte Alte und Neue Klaus“ ein 5722 m² großes Stück Land im preußischen Stellingen-Langenfelde als Eigentum erwerben. Der Anlage eines religionsgesetzlich zulässigen Friedhofs ‚für die Ewigkeit’ stand damit nichts mehr im Wege. Am 20. Februar 1887 wurde der Friedhof feierlich eingeweiht.
Zwischen 1887 und 1941 fanden rund 2000 Beerdigungen auf dem Friedhof statt. Um auf lange Sicht über ausreichend Platz zu verfügen, wurden zwischen 1893 und 1900 noch weitere angrenzende Grundstücke hinzugekauft, sodass das Friedhofsgelände letztlich 25.364 m² umfasste. Nach 1945 fanden auf dem Friedhof bis auf Ausnahmen keine Beerdigungen mehr statt. Heute ist nur noch der tatsächlich belegte Teil des Geländes im Besitz der jüdischen Gemeinde.

## Persönlichkeiten
- Isaac Halevy (Rabinowitz) (1847–1914): aus Weißrussland stammender Rabbiner und Historiker. Ab 1900 Lehrer an der Levin-Salomon-Klaus in Hamburg. Sein zwei Meter hoher Grabstein ist der größte auf dem Friedhof. Er ist Zeichen für die Wertschätzung, die ihm seine Schüler entgegenbrachten.
- Benjamin Sealtiel (1874–1934) und Helene Sealtiel, geb. Wormser (1871–1938): orthodoxes portugiesisches Kaufmannsehepaar, Eltern des späteren israelischen Generals David Sealtiel (1903–1969).
- Anschel Stern (1820–1888): Seit 1851 Rabbiner in Hamburg, ab 1867 Oberrabbiner zu Hamburg für die im Synagogenverband zusammengefassten orthodoxen Gläubigen. Gründer des religiösen Lernvereins Mekor Chajim (1862) und Lehrer an der Talmud Tora Knabenschule, die 1869 die Anerkennung als Höhere Bürgerschule erhielt.
- Moritz M. Warburg (1838–1910) und Charlotte Esther Warburg, geb. Oppenheim (1842–1921): Eltern der sog. ‚Famous Five’ der Bankiersfamilie Warburg: Aby, Paul, Max, Felix und Fritz. Der Kulturwissenschaftler Aby Warburg gründete die Kulturwissenschaftliche Bibliothek. Seine Brüder Paul Warburg, Max Warburg, Felix Warburg und Fritz Moritz Warburg waren international bedeutende Bankiers und Politikberater.
- Daniel Wormser (1840–1900): Pädagoge, Mäzen und Stifter. Ab 1864 Lehrer an der Talmud Tora Schule. In den 1880er Jahren großer Einsatz für verarmte, jüdische Flüchtlinge aus Osteuropa. 1884 Gründung des Israelitischen Unterstützungsvereins für Obdachlose, der tausenden notleidenden jüdischen Auswanderern bis zu ihrer Abreise nach Übersee Hilfe bot.
- Gottschalk Eliakim Schlesinger (1813–1900): Rabbiner in Hamburg.[1]